# Filosofia da geografia
Filosofia da geografia é o ramo da filosofia que lida com questões epistemológicas, metafísicas, e axiológicas em geografia, com metodologia geográfica em geral, e com as questões mais amplamente relacionados, tais como a percepção e representação do espaço e lugar.

## Visão geral
Embora questões metodológicas relativas ao conhecimento geográfico tenham sido debatidas por séculos, Richard Hartshorne (1899-1992) é frequentemente creditado com seu primeiro tratamento sistemático em inglês, The Nature of Geography: A Critical Survey of Current Thought in the Light of the Past, que apareceu em 1939, e que levou vários volumes de ensaios críticos nas décadas subsequentes. John Kirtland Wright (1891-1969), um geógrafo americano notável pela sua cartografia e estudo da história do pensamento geográfico, cunhou o termo relacionado geosofia em 1947, para este tipo de amplo estudo do conhecimento geográfico. Outros livros mais citados como obras-chave no campo incluem David Harvey de 1969 Explanation in Geography e Henri Lefebvre de 1974 The Production of Space. Foi uma discussão de questões levantadas por este último que em parte inspirou a fundação de uma "Sociedade de Filosofia e Geografia" nos anos 90.
A "Sociedade de Filosofia e Geografia" foi fundada em 1997 por Andrew Light, filósofo da George Mason University, e Jonathan Smith, geógrafo da Texas A & M University. Três volumes de um periódico revisado por pares, "Filosofia e Geografia", foram publicados pela Rowman & Littlefield Press, que mais tarde se tornou um periódico bianual publicado pelos editores da Carfax. Esta revista fundiu-se com outra revista iniciada pelos geógrafos,  Ethics, Place, and Environment , em 2005, para se tornar Ética, Lugar e Meio Ambiente: Uma revista de filosofia e geografia  publicada pela Routledge. A revista foi editada por Light e Smith até 2009, e publicou trabalhos de filósofos, geógrafos e outros em áreas afins, sobre questões de espaço, lugar e ambiente amplamente interpretados. Ele passou a ser reconhecido como instrumental na expansão do escopo do campo da ética ambiental para incluir o trabalho em ambientes urbanos.
Em 2009, Smith se aposentou do jornal e Benjamin Hale, da Universidade do Colorado, apareceu como o novo co-editor. Hale e Light relançaram a revista em janeiro de 2011 como Ética, Política e Meio Ambiente. Embora a revista, desde então, tenha se concentrado mais na relação entre ética e política ambiental, ela ainda recebe inscrições sobre trabalhos relevantes de geógrafos.
Uma série de livros, também publicada inicialmente por Rowman & Littlefield, e mais tarde pela Cambridge Scholars Press, começou em 2002 a publicar as transações das reuniões anuais da Sociedade de Filosofia e Geografia, organizadas por Gary Backhaus e John Murungi da Universidade de Towson. Em 2005, a sociedade patrocinadora dessas reuniões anuais tornou-se a "Associação Internacional para o Estudo do Meio Ambiente, Espaço e Lugar" e, em 2009, a série de livros deu lugar a uma revista revisada por pares, "Environment, Space, Place". ', publicada semestralmente e atualmente editada por C. Patrick Heidkamp, Troy Paddock e Christine Petto da Southern Connecticut State University.